# Michael Petersson
Anders Michael Petersson (født 16. december 1962 i Uppsala) er en svensk skuespiller. Petersson har medvirket i film- og tv-produktioner siden 1986 og haft roller i blandt andet Odjuret (2012), Halvvägs til himlen (2013-2015) og Familien Löwander (2017-2020).

## Biografi
Michael Petersson stammer fra Uppsala län, men flyttede med sin familie til Skåne, da han var 5 år. I 1984 fik han som ung en praktikplads ved Teater 23 i Malmö, hvor han arbejdede som scenearbejder og altmuligmand. Han blev opfordret til at søge ind på en skuespillerskole, men manglende selvtillid fik ham i stedet til at søge kontorarbejde indenfor transportindustrien, hvor han arbejdede i mere end 20 år. Herefter satsede han på skuespillerkarrieren.
Petersson var med til at grundlægge amatørgruppen Lilla Backateatern i 1985. Året efter kom han i kontakt med Piggsvinsteatern, som han fortsat er medlem af. Han har spillet mange forskellige roller gennem årene og har erfaring fra revy, drama, farce, operette. Han medvirkede i Måns Wides kortfilm Dart i 2007 og spillede lokalreporter i tv-serien Starke man.
Petersson er også stemmeskuespiller. Han har desuden medvirket i reklamefilm for blandt andet Elon, Sverigelotten, SABO.

## Filmografi (udvalg)
- 2022 - Bror (tv-serie) – Panten
- 2021 - Crossroad (kortfilm) – Olle
- 2021 - Den tynde blå linje (tv-serie) – vred mand
- 2020 - Spring Uje spring – Bosse (stemmen)
- 2019 - Tyrannen (kortfilm) – faderen
- 2018 - Going To See The King (kortfilm) – den gamle mand
- 2018 - Lingonligan (tv-serie) – Kurt
- 2017-2020 - Familien Löwander (tv-serie) – Tage Erlander
- 2015 - Inte OK! (tv-serie) – Dan
- 2013-2015 - Halvvägs til himlen (tv-serie) – Hugo
- 2013 - Fröken Frimans krig (tv-serie) – Hr. Nettelman
- 2013 - Wallander (tv-serie) – Perras advokat
- 2013 - Den som söker - sagsbehandler
- 2013 - 10 Guds siffror – chefen
- 2013 - Kuratorn (kortfilm) – rektoren
- 2013 - Jobbtjuven (tv-serie) – kørelærer
- 2012 - Solsidan (tv-serie) – festdeltager
- 2012 - Snutar (tv-serie) – medium
- 2012 - Torka aldrig tårar utan handskar (tv-serie) – RFSL-informator
- 2011 - Mytologerna – Bonden
- 2011 - Gone – Malins far
- 2011 - HippHipp! (tv-serie) – Elias’ far
- 2011 - Odjuret – Lenny
- 2010-2011 - Starke man (tv-serie) – lokalreporter
- 2007 - Mia och Klara (tv-serie) – bademester
- 2007 - Dart (kortfilm) – Harry
- 2004 - Hollywood (kortfilm) – middagsgæst